# Okręg wyborczy Barrow and Furness
Okręg wyborczy Barrow and Furness powstał w 1885 r. i wysyła do brytyjskiej Izby Gmin jednego deputowanego. Okręg obejmuje południową część półwyspu Furness w południowej Kumbrii.

## Deputowani do brytyjskiej Izby Gmin z okręgu Barrow and Furness
- 1885–1886: David Duncan
- 1886–1890: William Caine
- 1890–1892: James Duncan
- 1892–1906: Charles Cayzer
- 1906–1918: Charles Duncan, Partia Pracy
- 1918–1922: Robert Chadwick, Partia Konserwatywna
- 1922–1924: Daniel Somerville, Partia Konserwatywna
- 1924–1931: John Bromley, Partia Pracy
- 1931–1945: Jonah Walker-Smith, Partia Konserwatywna
- 1945–1966: Walter Monslow, Partia Pracy
- 1966–1983: Albert Booth, Partia Pracy
- 1983–1992: Cecil Franks, Partia Pracy
- 1992– : John Hutton, Partia Pracy